# ترومي ناغاي
ترومي ناغاي (長江 輝美)، هي لاعبة كرة قدم كانت تلعب كمدافع. ولعبت مع منتخب اليابان لكرة القدم للسيدات.